# コリン・パウエル
コリン・ルーサー・パウエル（英語: Colin Luther Powell, 1937年4月5日 -2021年10月18日）は、アメリカ合衆国の政治家、陸軍軍人。退役陸軍大将。学位はM.B.A.（ジョージ・ワシントン大学）。ジョージ・W・ブッシュ政権で第65代国務長官を務めた。ジャマイカ系アメリカ人。

## 来歴
1937年4月5日にニューヨーク州ニューヨーク市のハーレムにて、ジャマイカ系移民の息子として誕生した。サウス・ブロンクス地区にて育ち、ニューヨーク市立大学シティカレッジで地学を専攻する傍ら、予備役将校訓練課程（ROTC）を受講した。
1958年にニューヨーク市立大学シティカレッジを卒業すると、少尉としてアメリカ陸軍に任官する。それはトルーマン大統領が1948年に大統領令9981号で、アメリカ軍における「人種、肌の色、宗教または出身国に基づく」差別を撤廃した丁度10年後のことであった。ドイツ・韓国での勤務を含めてベトナム戦争に2度従軍・負傷した（ベトナムでの従軍は1962-1963、1968-1969）。まだ南部では厳しい人種隔離政策があった時代に、アフリカ系アメリカ人として異例の出世を遂げる。1971年にはジョージ・ワシントン大学大学院経営学修士課程を修了している。ニクソン政権時代には「ホワイトハウス・フェロー」に選ばれた。レーガン政権では、予備役に退いた上で国家安全保障問題担当大統領補佐官を務めた。1989年のレーガン政権の終了と同時に、アメリカ軍制服組トップである統合参謀本部議長への就任を前提として現役復帰・大将昇進しアメリカ陸軍総軍司令官を半年間務める。同年10月にジョージ・H・W・ブッシュ政権の指名により、アフリカ系アメリカ人初の統合参謀本部議長に就任し、パナマ侵攻や湾岸戦争の指揮を執った。
1992年アメリカ合衆国大統領選挙では、支持率低迷に喘ぐ共和党現職のジョージ・H・W・ブッシュ大統領が不人気のダン・クエール副大統領に替えて新たな副大統領候補を検討していると報じられた際、その候補者として取りざたされた。結局は擁立には至らなかった。またこの選挙で当選したビル・クリントンが国務長官にパウエルを充てることを検討しているという報道もあったが、これも現実にはならなかった。

### 国務長官職
1993年に退役後、自伝「マイ・アメリカン・ジャーニー」を出版した。1996年アメリカ合衆国大統領選挙に向けての世論調査では幅広い層からの圧倒的な支持を示したが出馬しなかった。選挙戦における激しい中傷合戦に巻き込まれたくないと妻が懸念したからとも、「黒人が大統領になったら暗殺される」とする妻の反対があったからとも言われる。
2000年アメリカ合衆国大統領選挙ではブッシュ陣営の外交問題アドバイザーを務めた。ブッシュの当選後、アフリカ系アメリカ人初の国務長官に任命された（上院では全会一致で承認）。同政権では、息子のマイク・パウエルが1997年11月から2005年1月までの間連邦通信委員会 (FCC) 委員長を務めた。国務副長官に任命されたレーガン政権からの盟友リチャード・アーミテージと共にブッシュ政権での穏健派を形成していた。2004年11月に国務長官辞任の意思を表明し、2005年に職を辞した。中道派で国連協調路線であったため、有志連合指向の右派が主導する政権内での孤立が原因と考えられている。
国務長官在任時、国際連合安全保障理事会で「イラクが大量破壊兵器を開発している証拠」を列挙した。しかしCBSの60 Minutesなどによると、イラクからドイツに出国した男性エージェント、コードネーム「癖玉」が永住権を得るためにドイツの情報機関に話した虚偽の話（例：生物兵器製造中に事故で12名が死亡した）をCIAが事実と誤認したものだった。長官退任後にパウエルはこの発言を間違いだったと認め、自らの著書である「リーダーを目指す人の心得」において「人生最大の汚点」と述べている。

### 国務長官退任後
バラク・オバマが大統領になった時は「アフリカ系アメリカ人の歴史を考えれば、非常に感動した」と涙を目に浮かべた。
晩年は多発性骨髄腫との闘病生活を2年近く送ったほか、パーキンソン病とも戦っていたとされる。
2021年10月18日、新型コロナウイルス感染症（COVID-19）の合併症のため、メリーランド州ベセスダのウォルター・リード国立軍事医療センターで死去した。84歳没。

## 政策・主張

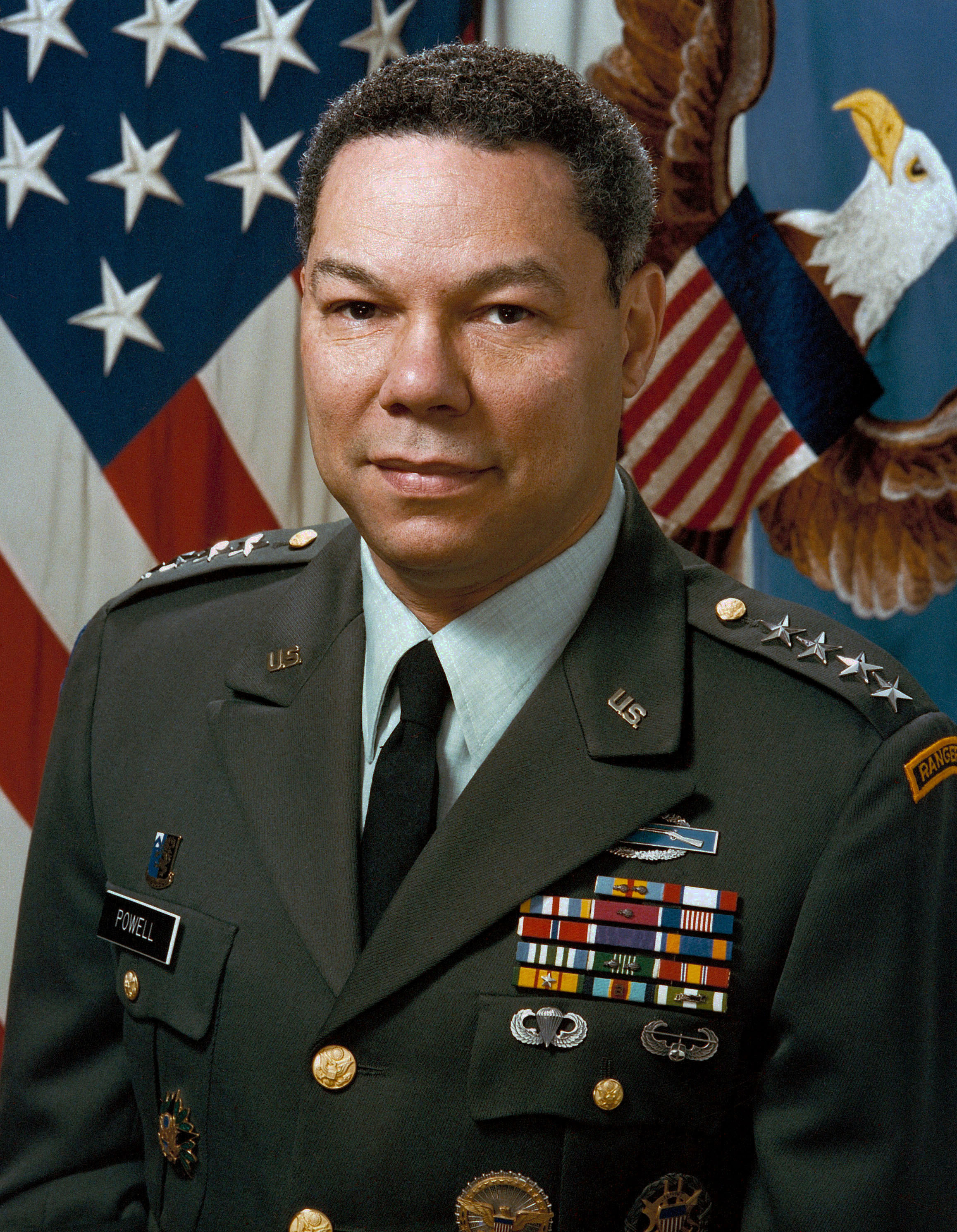
陸軍大将時代

共和党員だが、リベラルや中道にも理解を示すことがある。人工妊娠中絶や積極的差別是正措置を容認、合理的範囲の銃規制にも賛成している。著書「マイ・アメリカン・ジャーニー A case of the munchies」によると、ベトナム戦争の経験から軍隊の抑制的使用という意見を持つようになった。ただし、軍事力の行使は、やるからには国際的協調を得た上で圧倒的な規模で行うべきという意見である。
2004年にイギリスのジャック・ストロー外務・英連邦大臣との電話会談で、ネオコンのことを「狂った連中」と述べた。2004年の共和党全国大会を欠席するなど、共和党内で台頭するネオコンと距離を置いているとされる。そのため反対派からは「ロックフェラー・リパブリカン」というレッテルを貼られることがある。
2008年アメリカ合衆国大統領選挙では、マケイン選挙陣営にも許容最大限の寄付をし、マケインの副大統領候補として名前があがっていたにもかかわらず、大統領選挙2週間前の10月19日に、NBCの「ミート・ザ・プレス」に出演し、民主党候補バラク・オバマへの支持を表明した。声明では共和党候補のジョン・マケインへの不支持は容易な決断では無かったとし、マケイン陣営のネガティブ・キャンペーンが行き過ぎであり、金融危機への対処能力においてオバマがマケインを上回ると述べた。またマケインが経験の浅いサラ・ペイリンを副大統領候補に据えたことを無責任であるとした。また、「共和党の中にはオバマ議員がムスリムではないかと問う者がいる。正しい答えはノーであり、彼はずっとキリスト教徒であった。だが、もっと正しい答えは、『もし彼がムスリムだったとして、それが一体何の問題があるというのか？』というものだ。この国ではムスリムであることがいけないのか。もちろんノーだ、アメリカではそんなことは問題ではない。7歳のムスリムのアメリカ人たる子供が将来大統領になろうと思ったとして、一体どこに問題があるのか」と、語った。一連のパウエル発言に、共和党内の右派は反発を示し、パウエルを「裏切り者」と一斉に批判。ディック・チェイニー元副大統領は、NBCテレビの番組収録でパウエルはリパブリカンではないと批判したが、本人は同テレビの番組で一連の発言を撤回せず、逆にチェイニーを批判した。
2012年アメリカ合衆国大統領選挙では、10月25日にCBSのインタビューで、再選を目指すオバマの支持を表明した。政界引退後はブルームエナジーの社外取締役を務めている。
2016年、パウエルがジャーナリストあてに送った電子メールが流出。2016年アメリカ合衆国大統領選挙の有力候補であったドナルド・トランプ（共和党）やヒラリー・クリントン（民主党）の双方を批判する内容が公開された。
2020年にジョージ・フロイドの死と一連の抗議運動に対して軍の投入をも辞さないとしたトランプ大統領の対応に対して、憲法から逸脱していると強く批判した。元海兵隊大将でトランプ政権の元国務長官も務めたジェームス・マティスら多くの元軍幹部や外交官がトランプ大統領への批判を表明していることに誇りに思うと語り、2020年アメリカ合衆国大統領選挙では民主党のジョー・バイデンを支持すると表明した。8月18日の民主党党大会では、故マケイン上院議員のシンディ夫人に続き、ビデオで登場してバイデン支持を訴えた。

## その他
軍人としての最終階級は陸軍大将。政治家としての最高位はジョージ・W・ブッシュ政権での国務長官である。軍人としての栄誉にはディフェンス・ディスティングシュドサービスメダル・陸軍最高殊勲章・国防省第1等殊勲章・青銅章・多数の名誉負傷章・軍人殊勲章・勇猛戦士章・国防長官賞などがある。文民としての栄誉には2度の大統領自由勲章・大統領国民栄誉賞・連邦議会栄誉賞・国務長官栄誉賞などがある。またイギリス女王からバス勲章ナイト・コマンダー（KCB）に叙されている。また英米の相互理解に対して2003年にベンジャミン・フランクリン・メダルが授与された。

## 勲章
| Bronze oak leaf cluster · Bronze oak leaf cluster · Bronze oak leaf cluster | ディフェンス・ディスティングシュドサービスメダル（銅製樫葉三枚付）     |
| Bronze oak leaf cluster                                                     | ディスティングシュドサービスメダル（英語版）（銅製樫葉付）             |
|                                                                             | ディフェンス・スーピアリアサービスメダル                               |
| Bronze oak leaf cluster                                                     | レジオン・オブ・メリット（銅製樫葉付）                                 |
|                                                                             | ソルジャーズメダル                                                     |
|                                                                             | ブロンズスター                                                         |
|                                                                             | パープルハート                                                         |
|                                                                             | エア・メダル                                                           |
|                                                                             | ジョイントサービス・コメンデーションメダル（英語版）                   |
| Bronze oak leaf cluster · Bronze oak leaf cluster                           | アーミー・コメンデーションメダル（英語版）（銅製樫葉二枚付）           |
|                                                                             | 大統領自由勲章 (1991年受勲)                                            |
|                                                                             | 大統領自由勲章 (1993年受勲)                                            |
|                                                                             | 大統領市民勲章（英語版）                                               |
| Bronze star                                                                 | ナショナル・ディフェンス・サービスメダル（英語版）（サービススター付） |
| Silver star                                                                 | ベトナム戦争従軍章（英語版）（サービススター付）                       |
|                                                                             | 陸軍従軍リボン（英語版）                                               |
|                                                                             | 陸軍海外従軍リボン（英語版）                                           |

### 階級履歴
|  | 少尉, 1958年6月9日   |
|  | 中尉, 1959年12月30日 |
|  | 大尉, 1962年6月2日   |
|  | 少佐, 1966年5月24日  |
|  | 中佐, 1970年7月9日   |
|  | 大佐, 1976年2月1日   |
|  | 准将, 1979年6月1日   |
|  | 少将, 1983年8月1日   |
|  | 中将, 1986年7月1日   |
|  | 大将, 1989年4月4日   |

## 著書
- My American Journey, with Joseph E. Persico, (Random House, 1995). ISBN 0-67-943296-5
  - 同・ペーパーバック版（Ballantine Books,2003） ISBN 0-34-546641-1
  - 鈴木主税訳『マイ・アメリカン・ジャーニー コリン・パウエル自伝』角川書店, 1995年 ISBN 4-04-791236-0 - 上記の和訳
    - 同・文庫版（少年・軍人時代編）角川書店、2001年 ISBN 4-04-287401-0
    - 同・文庫版（ワシントン時代編）角川書店, 2001年 ISBN 4-04-287402-9
    - 同・文庫版（統合参謀本部議長時代編）角川書店, 2001年 ISBN 4-04-287403-7

- It Worked For Me, with Tony Koltz, (Haper Collins, 2012). ISBN 978-0062135124
  - 井口耕二訳『リーダーを目指す人の心得』飛鳥新社, 2012年 ISBN 4-86-410193-0 - 上記の和訳